# Judaïsering
Judaïsering (Hebreeuws: ייהוד, Arabisch: تهويد) of judaïsatie is het proces om iets een Joods karakter te geven. In de context van het zionisme wordt het vaak toegepast op de Israëlische expansie van Joodse nederzettingen in gebieden met aanzienlijke Palestijnse bevolkingsgroepen, zoals de judaïsering van Jeruzalem, Westelijke Jordaanoever, Galilea of de Negev. In deze context is het gerelateerd aan de-Arabisering.
In zijn kritiek op het zionisme pleitte de Britse denker Leon Roth voor een "judaïsering van onze politiek" als reactie op wat hij beschouwde als een "politisering van het jodendom", gekenmerkt door etnonationalisme en een bijna raciale notie van Joods-zijn.